# Gouvernorat de la Manouba
Le gouvernorat de la Manouba (arabe : ولاية منوبة) est l'un des 24 gouvernorats de la Tunisie. Il est situé dans le nord du pays et abrite en 2024 une population de 418 354 habitants. Il couvre une superficie de 1 137 km2, soit 0,7 % de la superficie du pays. Son chef-lieu est La Manouba.
L'actuel gouvernorat créé le 31 juillet 2000 regroupe des délégations qui relevaient auparavant du gouvernorat de l'Ariana.
Il fait partie du Grand Tunis avec les gouvernorats de Tunis, l'Ariana et Ben Arous.

## Géographie
Le gouvernorat est situé à 5,5 kilomètres de la capitale et est entouré des gouvernorats de Bizerte, Zaghouan, Béja, Tunis, l'Ariana et Ben Arous.
La température moyenne est de 18,7 °C et la pluviométrie annuelle est de 450 millimètres.

## Administration
Administrativement, le gouvernorat est découpé en huit délégations, dix municipalités et 47 imadas,.

### Municipalités
| Code                     | Communes     | Population (2022) | Superficie (km2) |
| ------------------------ | ------------ | ----------------- | ---------------- |
| 14 11                    | La Manouba   | 35 992            | 8,654            |
| 14 12                    | Den Den      | 30 124            | 3,373            |
| 14 13                    | Douar Hicher | 92 731            | 9,042            |
| 14 14                    | Oued Ellil   | 78 767            | 57,15            |
| 14 15                    | Mornaguia    | 33 616            | 88,56            |
| 14 16                    | Borj El Amri | 18 694            | 173,9            |
| 14 17                    | Djedeida     | 50 225            | 182              |
| 14 18                    | Tebourba     | 47 018            | 286,8            |
| 14 19                    | El Batan     | 20 812            | 156,4            |
| Sources : Citypopulation |              |                   |                  |

### Délégations
| Code                                          | Délégation   | Population en 2024 (habitants) |
| --------------------------------------------- | ------------ | ------------------------------ |
| 14 55                                         | Borj El Amri | 21 465                         |
| 14 56                                         | Djedeida     | 52 713                         |
| 14 52                                         | Douar Hicher | 88 335                         |
| 14 58                                         | El Batan     | 21 018                         |
| 14 51                                         | La Manouba   | 62 945                         |
| 14 54                                         | Mornaguia    | 44 764                         |
| 14 53                                         | Oued Ellil   | 81 040                         |
| 14 57                                         | Tebourba     | 46 074                         |
| Sources : Institut national de la statistique |              |                                |

## Politique

### Gouverneurs
Voici la liste des gouverneurs de la Manouba depuis la création du gouvernorat :
- Mohamed Tounsi (juillet 2000-avril 2003)
- Youssef Néji (avril 2003-novembre 2004)
- Moncef Haddad (novembre 2004-août 2007)
- Kamel Ben Ali (août 2007-février 2011)
- Moncef Omrani (février 2011-février 2014)
- Mohamed Ridha Saâdi (février 2014[4]-août 2015)
- Ahmed Smaoui (août 2015[5]-février 2019)
- Raja Trabelsi (juillet 2019[6]-14 avril 2020)
- Mohamed Cheikhrouhou (14 avril 2020[7]-8 septembre 2024)
- Mahmoud Chouaib (depuis le 8 septembre 2024[8])

### Maires
Voici la liste des maires des neuf municipalités du gouvernorat de la Manouba dont les conseils municipaux ont été élus le 6 mai 2018 et présidés par les maires suivants :
- Borj El Amri : ?
- Den Den : ?
- Djedeida : Khaled Laouini[9]
- Douar Hicher : ?
- El Batan : Mabrouka Salhi[10]
- La Manouba : Selim Ben Amara[11]
- Mornaguia : Fayçal Dridi[12]
- Oued Ellil : Ridha Ellouh[9]
- Tebourba : Koutheir Bitri[13]

## Économie
L'économie de la région se concentre sur l'activité agricole et industrielle. Le gouvernorat compte 201 entreprises industrielles dont 96 totalement exportatrices. Elles emploient plus de 17 000 personnes. Ces entreprises opèrent essentiellement dans les secteurs du textile, de l'habillement, du cuir, de l'industrie agroalimentaire et de l'industrie électrique et mécanique. Les principaux produits exportés sont :
- la pomme de terre ;
- la tomate séchée ;
- l'huile d'olive ;
- l'artichaut.

## Sport
- Jeunesse sportive de Tebourba
- Mouldiet Manouba